# Sacalum
Sacalum är en ort i Mexiko.   Den ligger i kommunen Sacalum och delstaten Yucatán, i den östra delen av landet, 1 000 km öster om huvudstaden Mexico City. Sacalum ligger 18 meter över havet och antalet invånare är 3 214.
Terrängen runt Sacalum är platt. Runt Sacalum är det ganska glesbefolkat, med 31 invånare per kvadratkilometer. Närmaste större samhälle är Ticul, 12,4 km sydost om Sacalum. I omgivningarna runt Sacalum växer i huvudsak lövfällande lövskog.